# Fräkentjärnen (Lycksele socken, Lappland, 722127-160415)
Fräkentjärnen är en sjö i Lycksele kommun i Lappland och ingår i Umeälvens huvudavrinningsområde.